# Salon de Vénus

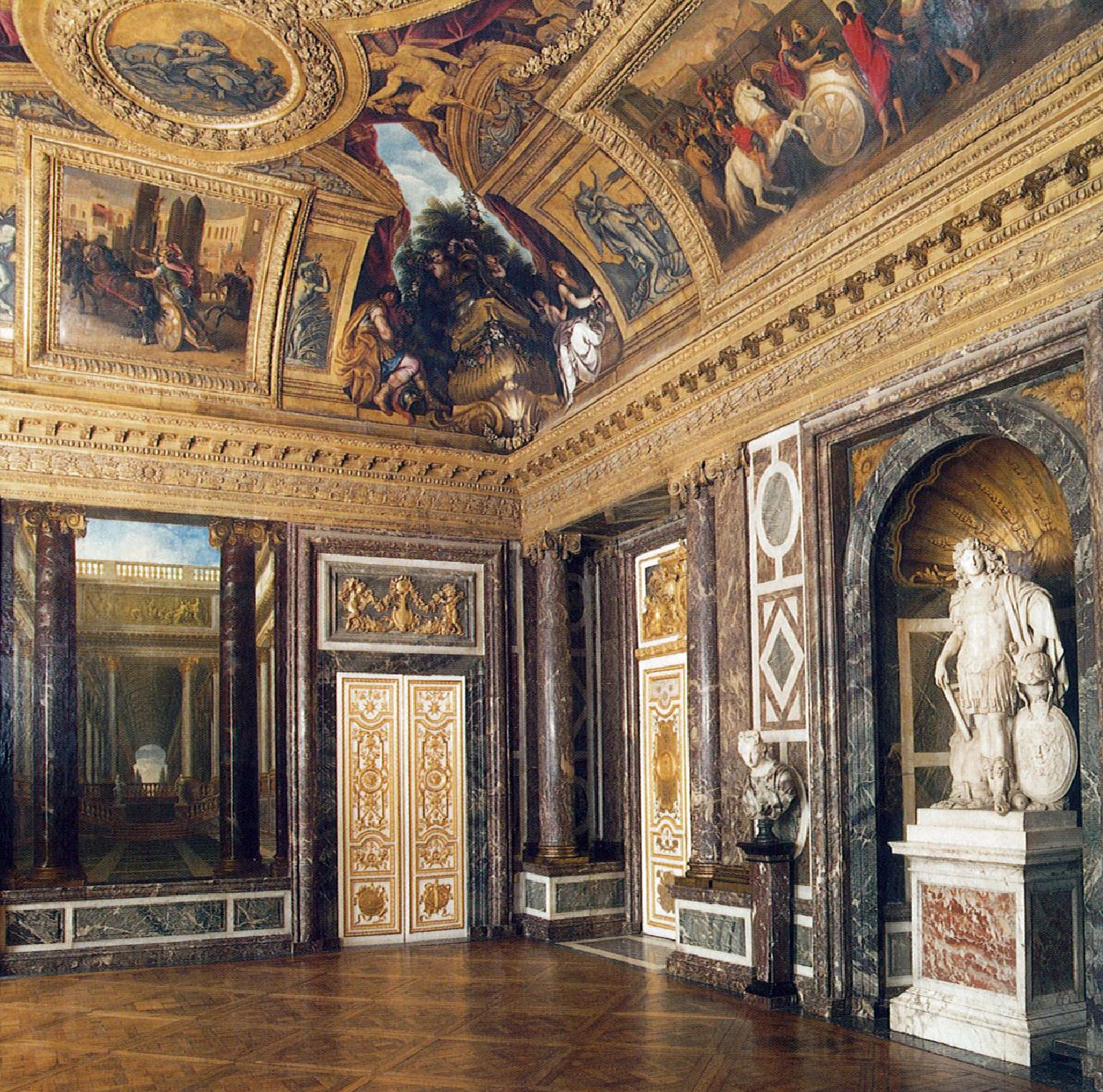
Vue générale du salon de Vénus

Le salon de Vénus est un salon situé dans le Grand Appartement du Roi, au premier étage du château de Versailles. Cette pièce décorée sur le thème de Vénus, déesse de la mythologie romaine, servait de salle de réception du temps de Louis XIV, étant desservie par l'escalier des Ambassadeurs.
Le salon communique à l'ouest avec le salon de Diane et à l'est avec le salon de l'Abondance.

## Histoire
Avec le salon de Diane qui lui fait suite, le salon de Vénus était desservi par l'escalier des Ambassadeurs jusqu'à la destruction de celui-ci en 1752. Les deux salons avaient alors une fonction de vestibule donnant accès au grand appartement du roi qui commençait au salon de Mars (salle des gardes). Lors des soirées d'appartement, le salon de Vénus accueillait les buffets pour la collation.
Le sol du salon est primitivement pavé de marbre de différentes couleurs à dominante rouge et vert. Comme dans le reste de l'appartement, le marbre est rapidement remplacé par du parquet.

## Décor
Le décor reprend les grandes lignes du style romain encore à la mode dans les années 1670, avec abondance de marbres, de marqueterie de marbres polychromes, d'ornements antiques (colonnes ioniques, niches) et de bronzes dorés.
Consacré à Vénus, le plafond, dû à René-Antoine Houasse, s'organise autour d'une composition centrale : Vénus assujettissant à son empire les divinités et les puissances. Deux camaïeux entourent la composition, illustrant des enlèvements célèbres de la mythologie : Amphitrite enlevée par un dauphin (à l'est) et Europe enlevée par un taureau (à l'ouest).

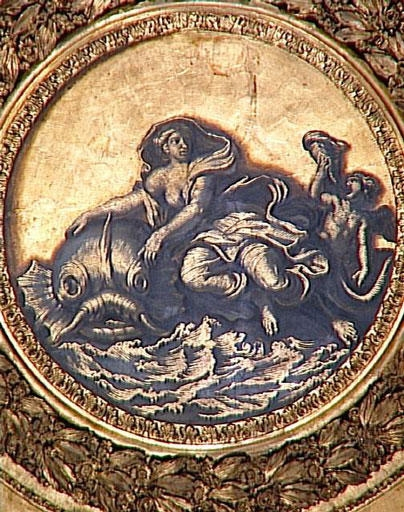
Amphitrite enlevée par un dauphin, camaïeu est du plafond du salon de Vénus
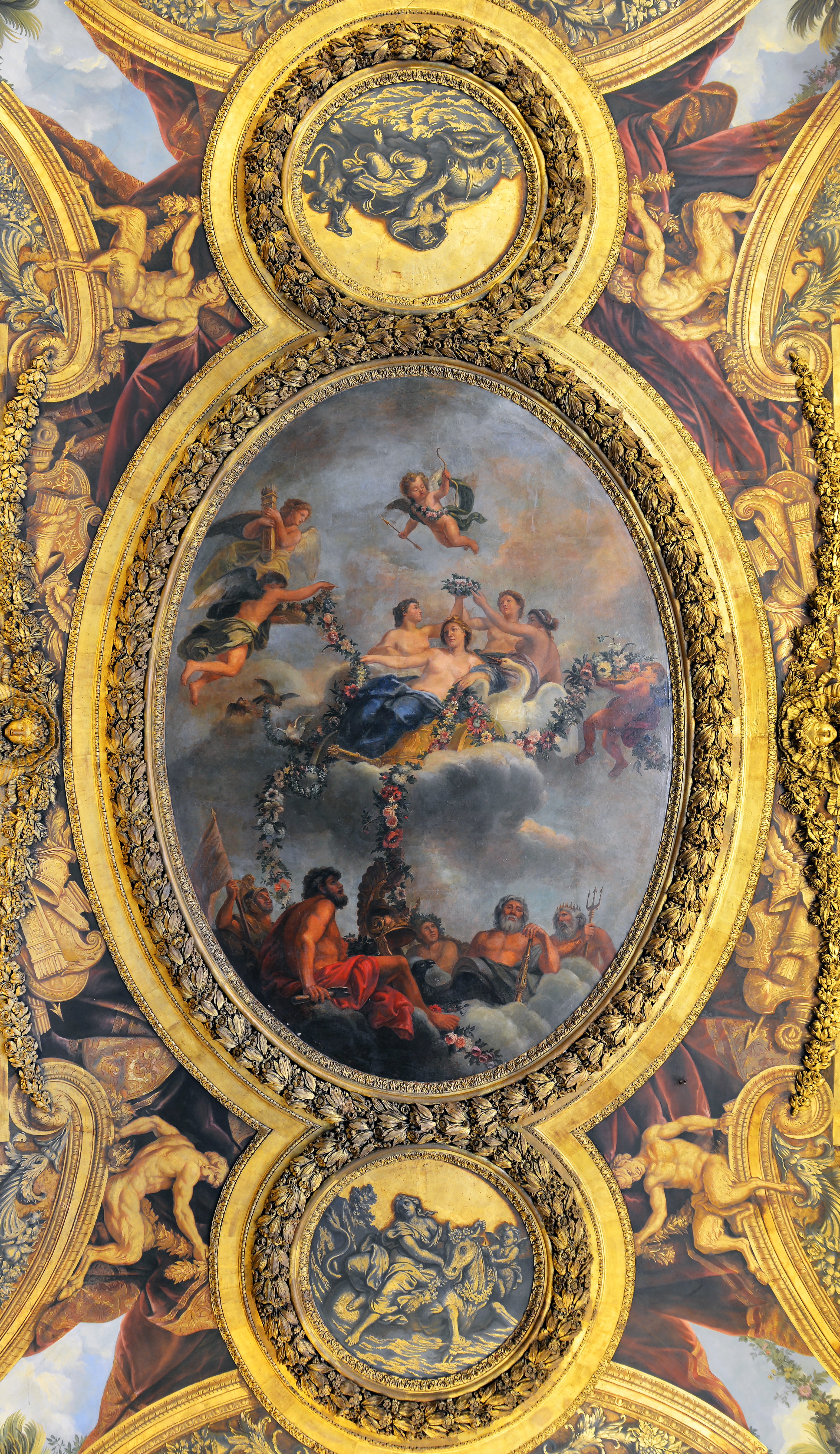
Plafond central : Vénus assujettissant à son empire les divinités et les puissances
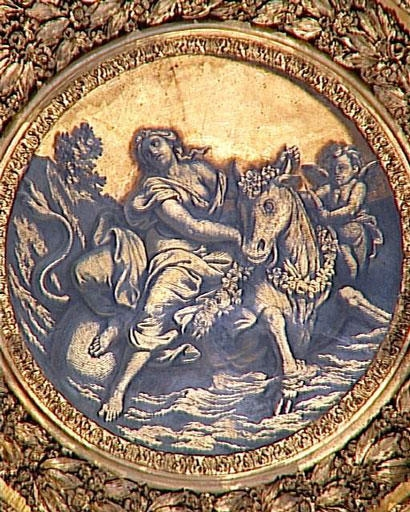
Europe enlevée par un taureau, camaïeu ouest du plafond du salon de Vénus

Les voussures offrent des tableaux évoquant des épisodes de l'histoire antique qui peuvent se lire comme autant d'allusions aux actions du règne de Louis XIV :
- voussure est : Auguste présidant aux Jeux du cirque, évocation du Grand Carrousel de 1662 ;
- voussure sud : Nabuchodonosor et Sémiramis faisant élever les jardins de Babylone, allusion à l'embellissement des résidences royales ;
- voussure ouest : Alexandre épousant Roxane, allégorie du mariage du roi avec l'infante Marie-Thérèse ;
- voussure nord : Cyrus s'armant pour secourir une princesse, évocation de la guerre de Dévolution menée au nom de la reine pour soutenir ses droits aux Pays-Bas.

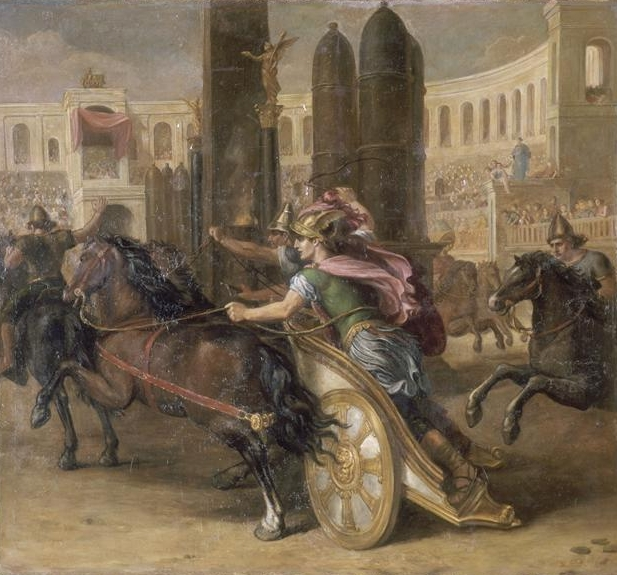
Voussure est : Auguste présidant aux Jeux du cirque
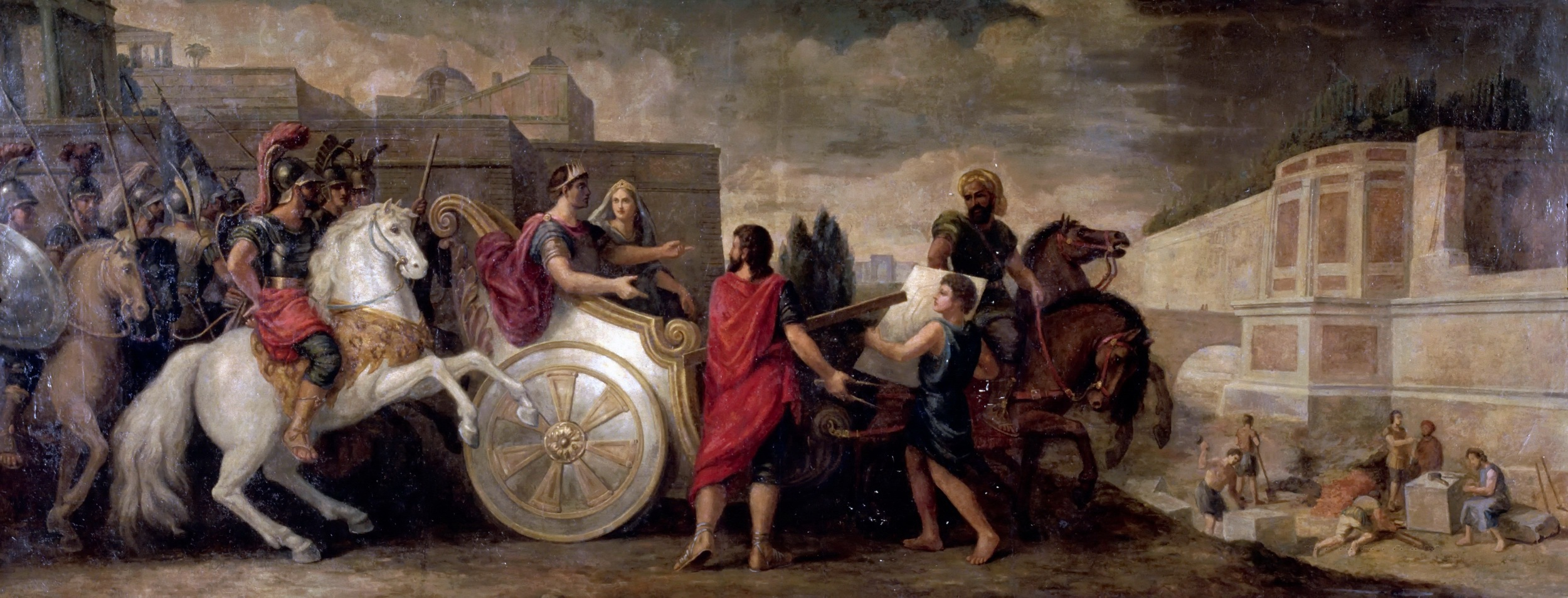
Voussure sud : Nabuchodonosor et Sémiramis faisant élever les jardins de Babylone
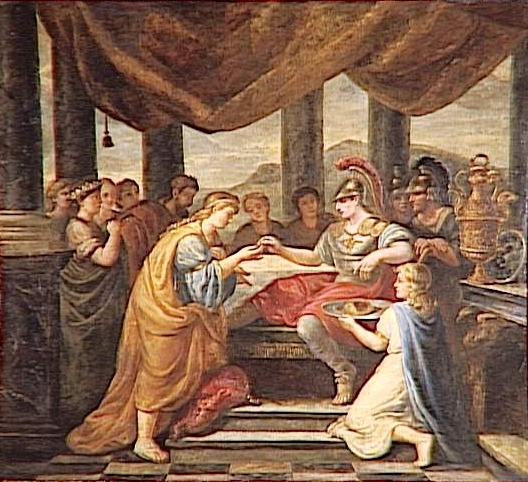
Voussure ouest : Alexandre épousant Roxane
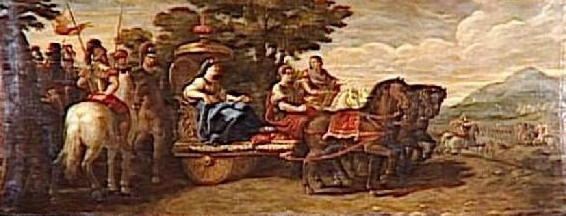
Voussure nord : Cyrus s'armant pour secourir une princesse

Ces tableaux sont encadrés de camaïeux illustrant d'autres enlèvements de la mythologie :
- voussure est : Pan et Syrinx ;
- voussure sud : Neptune et Coronis et Saturne et Cybèle ;
- voussure ouest : Apollon et Daphné ;
- voussure nord : Borée et Orithye et Pluton et Proserpine.

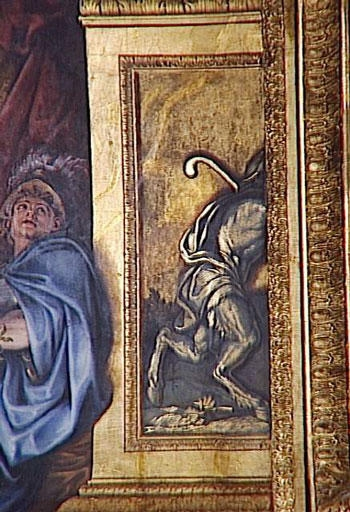
Pan et Syrinx (partie gauche)
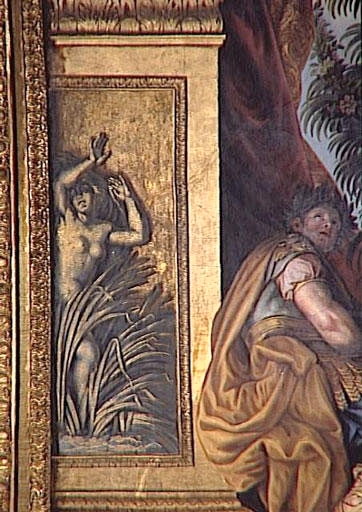
Pan et Syrinx (partie droite)
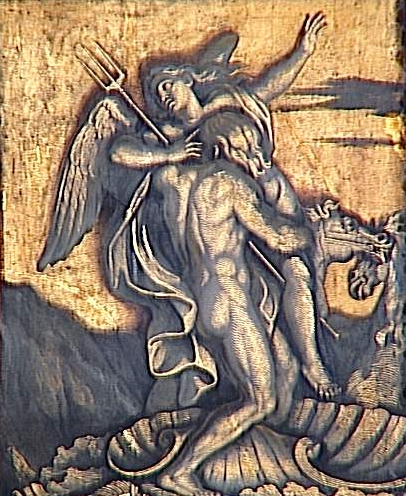
Neptune et Coronis
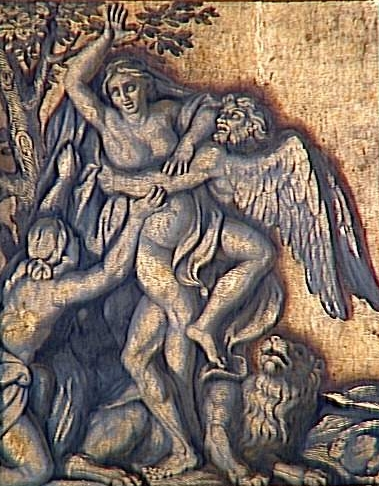
Saturne et Cybèle
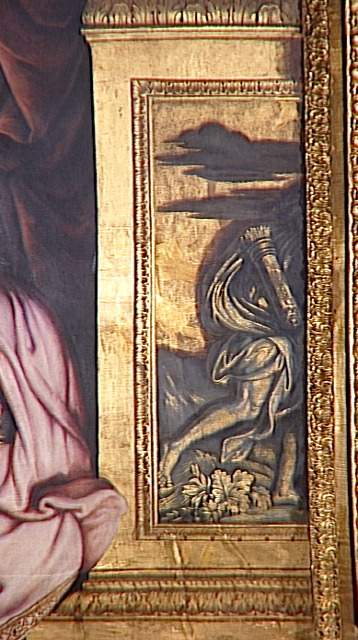
Apollon et Daphné (partie gauche)
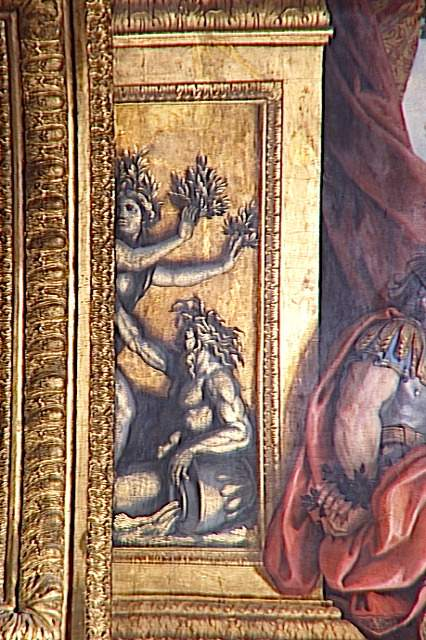
Apollon et Daphné (partie droite)
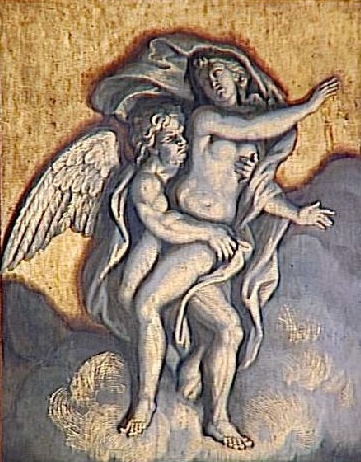
Borée et Orithye

Les écoinçons représentent des couples célèbres de la mythologie ou de l'histoire antique :
- angle sud-est : Antoine et Cléopâtre ;
- angle sud-ouest : Titus et Bérénice[3] ;
- angle nord-ouest : Thésée et Ariane ;
- angle nord-est : Jason et Médée.

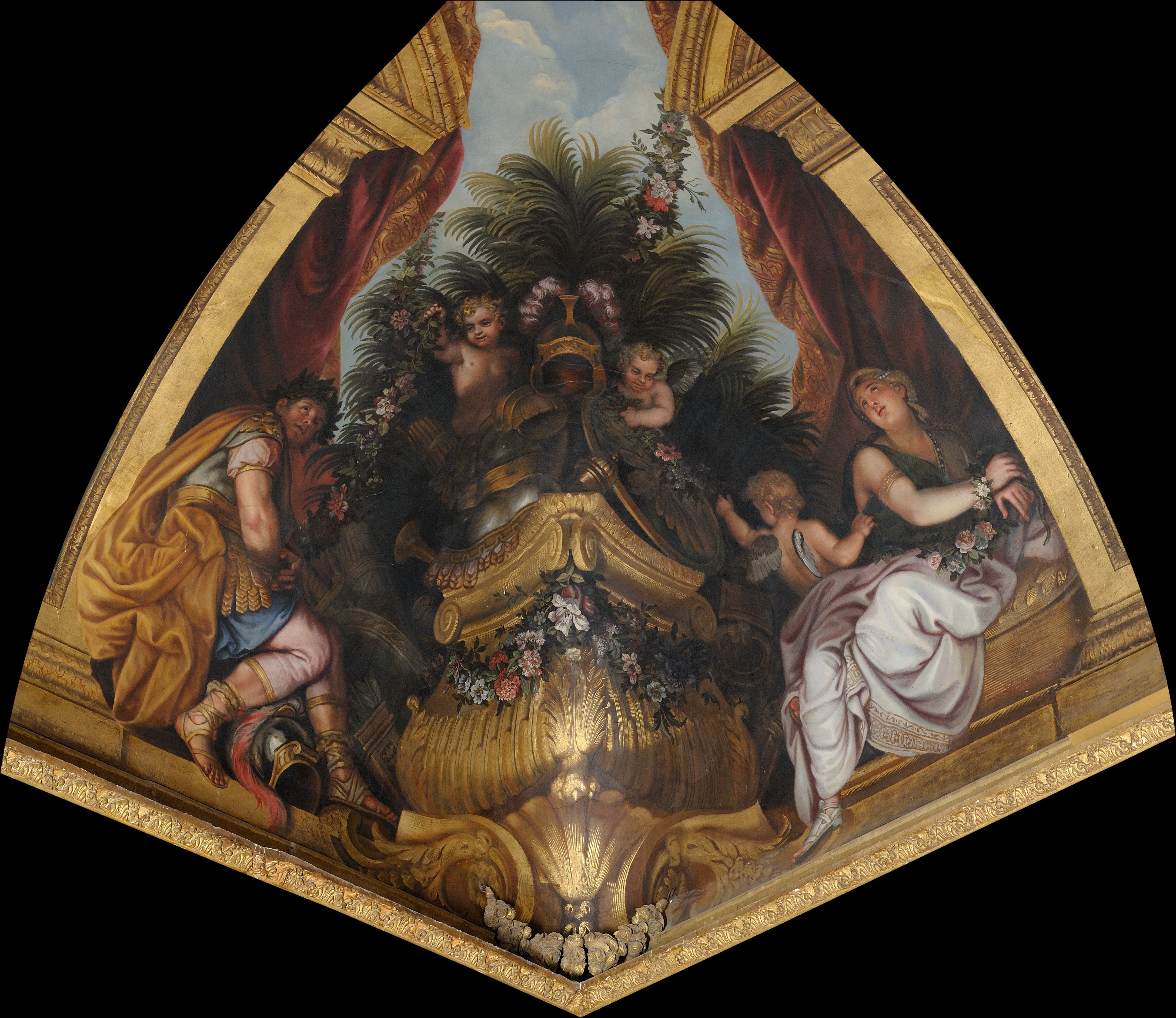
Antoine et Cléopâtre
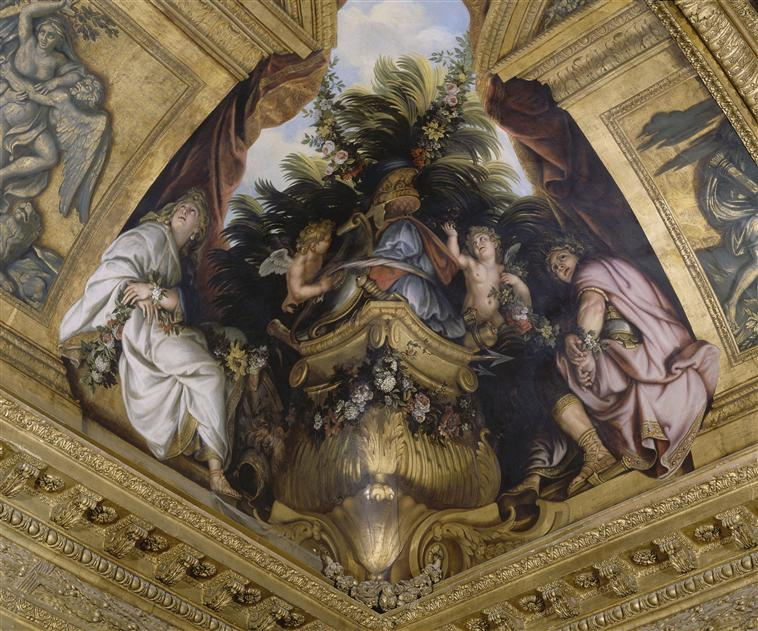
Titus et Bérénice
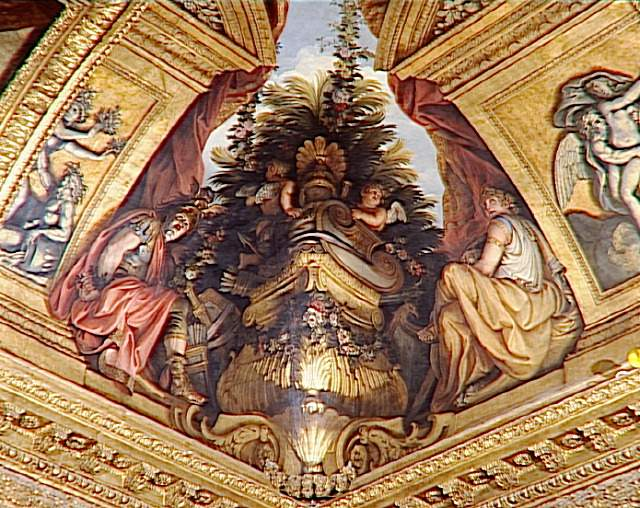
Thésée et Ariane
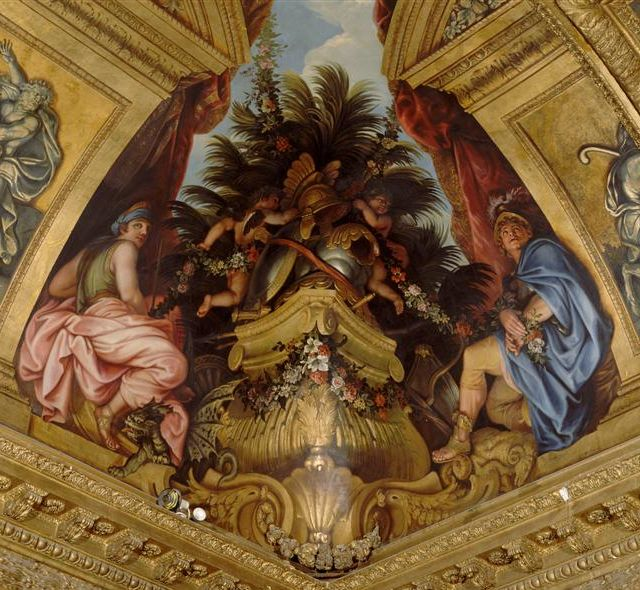
Jason et Médée

Les murs est et ouest offrent chacun une vaste composition en trompe-l'œil due à Jacques Rousseau représentant des perspectives feintes encadrées de colonnes ioniques. Entre les fenêtres, deux statues antiques en trompe-l'œil, également de Rousseau, exécutées entre 1679 et 1680, représentent Méléagre et Atalante.
Le reste des murs est traité en lambris de marbre.

## Mobilier et objets d'art
Dans la niche centrale, au centre du mur sud, une statue de Louis XIV en empereur romain, due au sculpteur Jean Varin, installée à cet emplacement vers 1682, et remplacée, en 1687, par une statue antique, Cincinnatus. Cette dernière ayant été transportée au Louvre à la Révolution, le Louis XIV de Varin a repris son emplacement d'origine.
Le salon de Vénus est en outre orné de plusieurs bustes.